# Bang (amerikansk musikgrupp)
Bang är ett amerikanskt rockband som bildades 1969 och upplöstes första gången 1974. Gruppen återförenades 1996 och upplöstes igen 2004. 
6 januari 2014 annonserade Bang sin återförening.
Gruppens mest kända låt är "Questions" som var på plats 90 på Billboard Hot 100.
I maj 2017 turnerade Bang i Sverige.

## Medlemmar
Nuvarande medlemmar
- Frank Ferrara – sång,  basgitarr
- Frank Glicken – gitarr
- Tony D'Lorio – trummor

Tidigare medlemmar
- Bruce Gary – trummor (1972–1974; död 2006)
- Matt Calvarese – trummor (2013–2014)
- Jake Leger – trummor (2014–2016)

## Diskografi
Studioalbum
- Bang (1971)
- Mother / Bow To The King (1972)
- Music (1973)
- Return To Zero (2001)
- The Maze (2004)
- Death Of A Country (2004) (inspelad 1971)[2]

Singlar
- "Questions" / "Questions (Short version)" (1972)

Samlingsalbum
- Bang + Music (2007)
- Mother / Bow To The King + Death Of A Country (2007)
- Bullets - The First Four Albums Plus... (2010)